# Visconde de Antunes Braga
Visconde de Antunes Braga é um título nobiliárquico criado por D. Manuel II de Portugal, por Decreto de 30 de Maio de 1908, em favor de Joaquim José Antunes Braga.
Titulares
1. Joaquim José Antunes Braga, 1.º Visconde de Antunes Braga.